# Umweltphysik
Die Wissenschaft der Umweltphysik hat die Aufgabe, mit physikalischen Methoden physikalische Prozesse in der Umwelt zu erforschen.
Dabei haben sich in der Umweltforschung unter anderem die folgenden physikalischen Methoden durchgesetzt: 
- Massenspektrometrie,
- Radiometrie,
- Spektroskopie.

Die Umweltsysteme, die dabei untersucht werden, sind zum Beispiel:
- die Erdatmosphäre (Luft, Gashülle),
- die Biosphäre (Flora und Fauna),
- die Hydrosphäre (Ozeane, Seen, Flüsse, Grundwasser) oder
- die Kryosphäre (Eis, Gletscher, Schnee).